# Tour de Lombardie 1961
La 55e édition du Tour de Lombardie a eu lieu le 21 octobre 1961. Le parcours s'est déroulé entre Milan et Côme sur une distance de 253 kilomètres. La course a été remportée par le coureur italien Vito Taccone.

## Présentation

### Parcours
Il s'agit de la première édition où l'arrivée ne se situe pas à Milan. En effet, depuis la création de l'épreuve en 1905, la course avait toujours connu son départ et son arrivée dans la capitale lombarde. L'arrivée se juge à Côme.

## Classement final
| Place | Coureur             | Équipe         | Temps           |
| ----- | ------------------- | -------------- | --------------- |
| 1     | Vito Taccone        | Atala-Pirelli  | 7 h 06 min 21 s |
| 2     | Imerio Massignan    | Legnano        | à 3 s           |
| 3     | Renzo Fontona       | Legnano        | à 1 min 48 s    |
| 4     | Carlo Brugnami      | Torpado        | à 2 min 38 s    |
| 5     | Graziano Battistini | Legnano        | m.t.            |
| 6     | Giuseppe Dante      | Fides          | à 2 min 58 s    |
| 7     | Nino Defilippis     | Carpano        | à 3 min 41 s    |
| 8     | Angelo Conterno     | Baratti-Milano | m.t.            |
| 9     | Aldo Moser          | Ghigi          | m.t.            |
| 10    | Arnaldo Pambianco   | Fides          | m.t.            |